# 雅罗斯拉夫·弗莱格
雅罗斯拉夫·弗莱格（捷克語：Jaroslav Flegr，1958年3月12日—）是一位捷克寄生虫学家和进化生物学家，布拉格查理大学教授，2014年获搞笑諾貝爾公共卫生奖。